# Побікри
Побікри (пол. Pobikry) — село в Польщі, у гміні Цехановець Високомазовецького повіту Підляського воєводства.
Населення — 252 особи (2011).
У 1975-1998 роках село належало до Ломжинського воєводства.

## Демографія
Демографічна структура станом на 31 березня 2011 року:
|          | Загалом | Допрацездатний вік | Працездатний вік | Постпрацездатний вік |
| -------- | ------- | ------------------ | ---------------- | -------------------- |
| Чоловіки | 125     | 19                 | 80               | 26                   |
| Жінки    | 127     | 25                 | 58               | 44                   |
| Разом    | 252     | 44                 | 138              | 70                   |